# Andrena wilkella
Espèce
Statut de conservation UICN

 DD  : Données insuffisantes
 Andrena wilkella est une espèce d'abeilles de la famille des Andrenidae. Elle est présente en Europe, en Asie, dans le nord de l'Afrique et également en Amérique du Nord où elle a été introduite accidentellement au XVIIIe siècle.

## Écologie
C'est une espèce oligolectique. Elle collecte le pollen destiné à ses larves sur les fabacées.